# Darwinia oxylepis
Darwinia oxylepis är en myrtenväxtart som först beskrevs av Porphir Kiril Nicolai Stepanowitsch Turczaninow, och fick sitt nu gällande namn av Neville Graeme Marchant och Gregory John Keighery. Darwinia oxylepis ingår i släktet Darwinia och familjen myrtenväxter. Inga underarter finns listade i Catalogue of Life.